# Óscar Ibáñez
Pour les articles homonymes, voir Ibáñez et Holzmann.
Óscar Manuel Ibáñez Holzmann, plus couramment appelé Óscar Ibáñez, né le 8 août 1967 à Presidencia Roque Sáenz Peña en Argentine, est un footballeur international péruvien, aujourd'hui reconverti en entraîneur.

## Biographie

### Carrière de joueur

#### En club
Même s'il fait ses débuts en Argentine, à l'Arsenal de Sarandí, entre 1986 et 1992, Óscar Ibáñez réalise l'essentiel de sa carrière au Pérou à partir de 1993. Il se distingue à l'Universitario de Deportes de Lima en remportant trois championnats du Pérou d'affilée en 1998, 1999 et 2000. Il dispute en outre quatre éditions de la Copa Libertadores avec l'Universitario en 1996 (quatre matchs), 1999 (sept matchs), 2000 (quatre matchs) et 2001 (cinq matchs).
Au sein du Cienciano del Cusco, où il évolue de 2003 à 2006, il remporte deux compétitions internationales : la Copa Sudamericana 2003 et la Recopa Sudamericana 2004. Avec le club de Cuzco, il joue à trois reprises la Copa Libertadores en 2004 (six matchs), 2005 (deux matchs) et 2006 (six matchs).
Revenu à l'Universitario de Deportes, il y prend sa retraite en 2008 à 41 ans.

#### En équipe nationale
Óscar Ibáñez compte 50 sélections en équipe du Pérou, depuis sa première rencontre, le 15 avril 1998, lors d'un match amical face au Mexique (défaite 1-0). Son dernier match a lieu le 30 mars 2005 contre l'Équateur (2-2).
Il dispute notamment trois Copa América en 1999, 2001 et 2004 où son équipe atteint à chaque fois les quarts de finale. Il participe également à une Gold Cup, en 2000, qui voit le Pérou se hisser en demi-finales. Il joue enfin 17 matchs comptant pour les tours préliminaires de la Coupe du monde, lors des éditions 2002 (six matchs) et 2006 (11 matchs).

### Carrière d'entraîneur
Entraîneur adjoint de José del Solar au sein de l'Universitario de Deportes, Ibáñez remplace ce dernier en septembre 2014. Après 20 matchs dirigés (huit victoires, trois nuls et neuf défaites), il cède sa place à Carlos Silvestri en mars 2015.
En mai 2016, il prend les rênes du Cienciano del Cusco en 2e division. Après de brèves expériences à Comerciantes Unidos (2017) et au Real Garcilaso (2018), il est nommé entraîneur des gardiens de la sélection péruvienne en 2019.
En septembre 2023, il revient au Cienciano del Cusco prenant le relais de son compatriote Gerardo Ameli destitué pour mauvais résultats.

## Palmarès(joueur)
| Universitario de Deportes - Championnat du Pérou (3) : - Champion : 1998, 1999 et 2000. |  | Cienciano del Cusco - Copa Sudamericana (1) : - Vainqueur : 2003. - Recopa Sudamericana (1) : - Vainqueur : 2004. |